# Dumitru Macri
Dumitru Macri (Bucarest, Reino de Rumania, 28 de abril de 1931-París, 20 de marzo de 2024) fue un futbolista y entrenador de fútbol rumano que jugó en la posición de defensa central.

## Carrera

### Club
Jugó toda su carrera profesional con el FC Rapid București, con el que debutó el 19 de marzo de 1950 en un empate 0-0 ante el Știința Timișoara. Su carrera profesional fue de 15 temporadas, fue el capitán del club de 1952 a 1966, ganó la Copa de los Balcanes en una ocasión y dos veces finalista de la Copa de Rumania.
En 1961 se convirtió en el primer futbolista de Rumania en ser nominado al premio Balón de Oro, aunque también tuvo la mala suerte de descender en dos ocasiones.
Macri jugaría su último partido en la Divizia A el 27 de junio de 1965 en una victoria por 2–1 ante el Crișul Oradea, totalizando 221 partidos con el club y anotó un gol, el cual fue ante el Flamura Roșie Arad en 1954.

### Selección nacional
Macri jugó en ocho ocasiones para Rumania, teniendo su debut con el técnico Augustin Botescu el 26 de octubre de 1958 en una derrota por 1-2 ante Hungría en un partido amistoso. Su segunda aparición fue en una victoria por 3–0 ante Turquía en la clasificación para la Eurocopa 1960, pero su mejor partido fue en la victoria por 1–0 en un partido amistoso ante Turquía donde un periodista turco que estaba entre los 19 periodistas nombrados por France Football para la nominación al Ballon d'Or, eligió a Macri en su lista de nominados. Su último partido con la selección nacional fue el 1 de noviembre de 1962 en una derrota por 0-6 ante España en la clasificación para la Eurocopa 1964. También jugó en los Juegos Olímpicos de Roma 1960.

### Entrenador
| Periodo   | Club                 |
| --------- | -------------------- |
| 1971      | CFS CFR Timișoara    |
| 1971-1973 | RC Kouba             |
| 1973      | FC Rapid București   |
| 1974–1975 | Argelia              |
| 1978–1980 | Viitorul Scornicești |
| 1984      | FC Olt Scornicești   |

## Vida personal
Él abandonó Rumania en 1986 y se mudó a Francia con su hijo, un arquitecto, forzados por el régimen comunista. Macri murió en París el 20 de marzo de 2024 a los 92 años.

## Logros

### Club
- Divizia B: 1952, 1955
- Balkans Cup: 1963–64[3]
- Cupa Primăverii: 1957

### Individual
- Ballon d'Or: 1961 (35° lugar)[7][8]